# Eromangazee

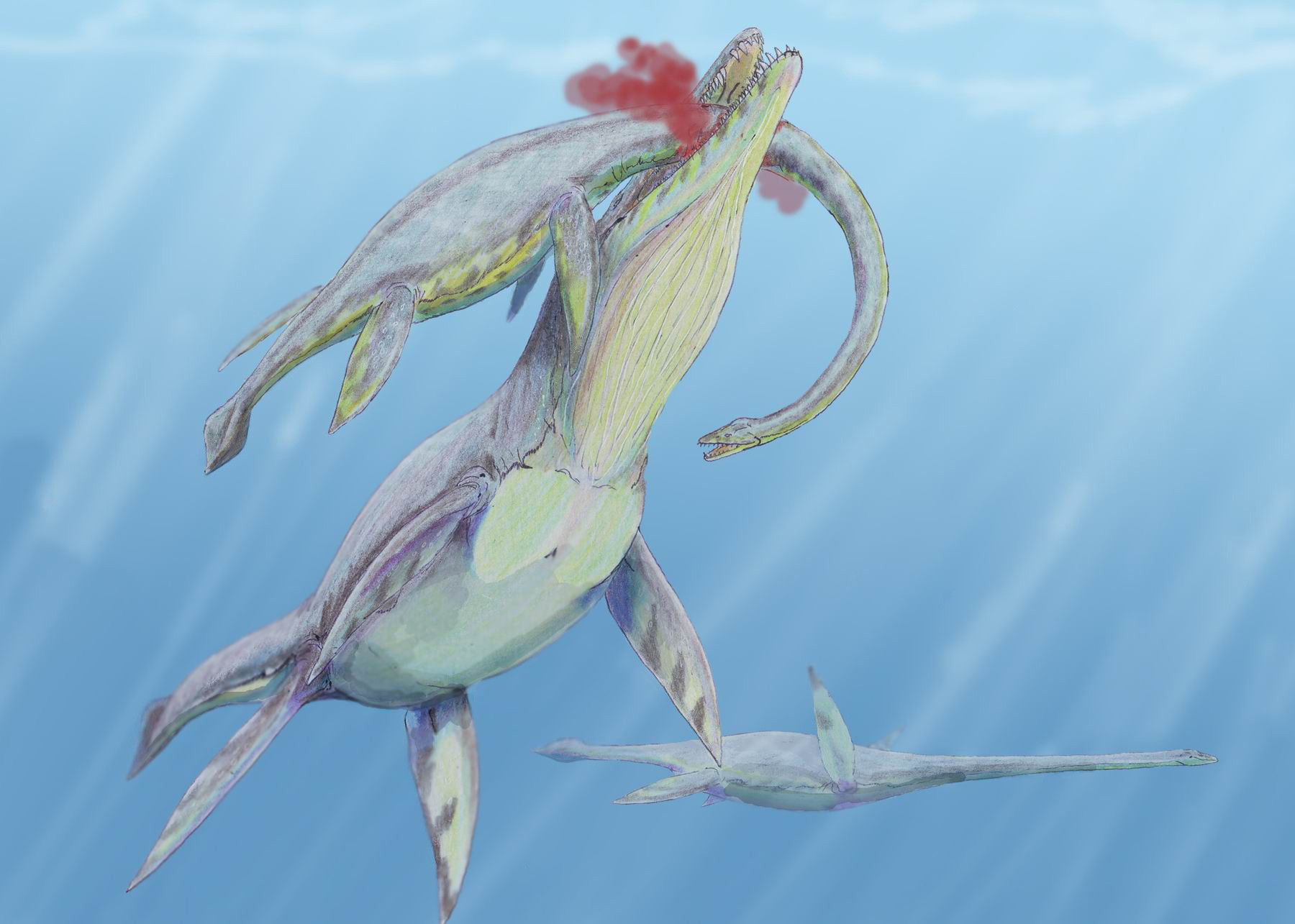
De pliosauriër Kronosaurus en drie plesiosauriërs behorend tot het geslacht Woolungasaurus

De Eromangazee was een ondiepe zee die in het Vroeg-Krijt het deel van het paleocontinent Gondwana dat tegenwoordig Australië vormt in twee delen scheidde: een tropisch deel en een poolgebied.
In de Eromangazee waren de zeereptielen de opvallendste en grootste dieren. Een van deze zeereptielen was de reusachtige pliosauriër Kronosaurus Andere zeereptielen uit de Eromangazee waren de zeeschildpad Nothochelone, de ichthyosauriër Platypterygius en de plesiosauriër Woolungasaurus. Deze laatste soort had een nek die dezelfde lengte had als het lichaam. Daarentegen was de kop relatief klein. Woolungasaurus was in totaal 9,5 m lang. Vissen vormden het voornaamste voedsel. Naast deze zeereptielen bewoonden ook vissen, degenkrabben en ammonieten de Eromangazee. Langs de kusten van de Eromangazee leefden vogels als Nanantius.